# Trapelus savignii
Trapelus savignii är en ödleart som beskrevs av  Duméril och BIBRON 1837. Trapelus savignii ingår i släktet Trapelus och familjen agamer. IUCN kategoriserar arten globalt som sårbar. Inga underarter finns listade i Catalogue of Life.